# Patinação artística nos Jogos Olímpicos de Inverno de 1956 - Individual feminino
A competição individual feminina da patinação artística nos Jogos Olímpicos de Inverno de 1956 foi disputado entre 21 patinadoras.

## Medalhistas
| Ouro   | USA Tenley Albright |
| Prata  | USA Carol Heiss     |
| Bronze | AUT Ingrid Wendl    |

## Resultados
| #                 | Nome                 | País                   | PC | PL | Pontos | Pos.  |
| ----------------- | -------------------- | ---------------------- | -- | -- | ------ | ----- |
| Medalha de ouro   | Tenley Albright      | USA Estados Unidos     | 1  | 1  | 169.67 | 12    |
| Medalha de prata  | Carol Heiss          | USA Estados Unidos     | 2  | 2  | 168.02 | 21    |
| Medalha de bronze | Ingrid Wendl         | AUT Áustria            | 3  | 5  | 159.44 | 39    |
| 4                 | Yvonne Sugden        | GBR Grã-Bretanha       | 4  | 9  | 156.62 | 53    |
| 5                 | Hanna Eigel          | AUT Áustria            | 5  | 4  | 157.15 | 52    |
| 6                 | Carole Jane Pachl    | CAN Canadá             | 6  | 8  | 154.74 | 73    |
| 7                 | Hanna Walter         | AUT Áustria            | 8  | 7  | 153.89 | 83.5  |
| 8                 | Catherine Machado    | USA Estados Unidos     | 10 | 3  | 153.48 | 86.5  |
| 9                 | Ann Johnston         | CAN Canadá             | 7  | 10 | 152.56 | 94    |
| 10                | Rosel Pettinger      | EUA Equipe Alemã Unida | 11 | 6  | 152.04 | 101   |
| 11                | Erica Batchelor      | GBR Grã-Bretanha       | 9  | 12 | 149.67 | 116   |
| 12                | Sjoukje Dijkstra     | NED Países Baixos      | 12 | 15 | 145.80 | 140   |
| 13                | Joan Haanappel       | NED Países Baixos      | 14 | 11 | 145.85 | 145.5 |
| 14                | Dianne Peach         | GBR Grã-Bretanha       | 13 | 13 | 144.75 | 151   |
| 15                | Fiorella Negro       | ITA Itália             | 16 | 14 | 142.31 | 168.5 |
| 16                | Karin Borner         | SUI Suíça              | 15 | 16 | 141.69 | 171   |
| 17                | Maryvonne Huet       | FRA França             | 17 | 19 | 138.30 | 194   |
| 18                | Alice Fischer        | SUI Suíça              | 18 | 20 | 137.69 | 203   |
| 19                | Alice Lundström      | SWE Suécia             | 19 | 18 | 136.34 | 206   |
| 20                | Jindriska Kramperova | TCH Checoslováquia     | 21 | 17 | 136.67 | 209   |
| 21                | Manuela Angeli       | ITA Itália             | 20 | 21 | 133.51 | 222   |

Legenda
| Recorde mundial      | Recorde mundial (World record)               |                       | Recorde africano                      | Recorde africano (African) |                                           | Q | Classificado por posição (Qualified) |
| Recorde olímpico     | Recorde olímpico (Olympic record)            | Recorde da América    | Recorde da América (Americas)         | q                          | Classificado por melhor tempo (Qualified) |   |                                      |
| Melhor marca do ano  | Melhor marca do ano (World leading)          | Recorde asiático      | Recorde asiático (Asian)              | DNS                        | Não largou (Did not start)                |   |                                      |
| Recorde nacional     | Recorde nacional (National record)           | Recorde europeu       | Recorde europeu (European)            | DNF                        | Não terminou (Did not finish)             |   |                                      |
| Recorde pessoal      | Recorde pessoal do atleta (Personal best)    | Recorde da Oceania    | Recorde da Oceania (Oceania)          | DSQ / DQ                   | Desclassificado (Disqualified)            |   |                                      |
| Recorde da temporada | Recorde da temporada do atleta (Season best) | Recorde sul-americano | Recorde sul-americano (South America) | NM                         | Sem marca (No mark)                       |   |                                      |